# Selimpaşa
Selimpaşa è un comune della Turchia sito nel distretto di Silivri, nella provincia di Istanbul.
Un tempo Epibatos o Epivat, è una località turistica. L'antico borgo è noto tra l'altro per aver dato, nell'XI secolo, i natali alla nota santa Parascheva di Iaşi, venerata dalla Chiesa ortodossa.